# Paul Mengde
Paul Mengde (Eindhoven, 26 juni 1951) is een Nederlands politicus van de PvdA.
Van 1990 tot 1994 en vanaf 1998 tot 2001 was hij wethouder van de gemeente Veldhoven. Daarna was hij vanaf oktober 2001 de burgemeester van de gemeente Sevenum wat hij bleef tot 1 januari 2010 toen die gemeente opging in de nieuwe gemeente Horst aan de Maas. Daarnaast is hij in de periode 2003-2004 ook waarnemend burgemeester van Meijel geweest.
Op 1 februari 2010 volgde zijn benoeming tot waarnemend burgemeester van de gemeente Cuijk. Per 1 februari 2011 werd Wim Hillenaar daar benoemd en sinds 1 maart 2011 is Mengde de waarnemend burgemeester van de gemeente Heumen. Eind september werd hij voorgedragen voor een vaste benoeming die op 18 november van dat jaar inging. Per 1 januari 2017 ging hij met pensioen.